# Phaius wallichii
Phaius wallichii är en orkidéart som beskrevs av John Lindley. Phaius wallichii ingår i släktet Phaius och familjen orkidéer. Inga underarter finns listade i Catalogue of Life.
Artens utbredningsområde anges som från Indiska subkontinenten till Indokina.

## Bilder

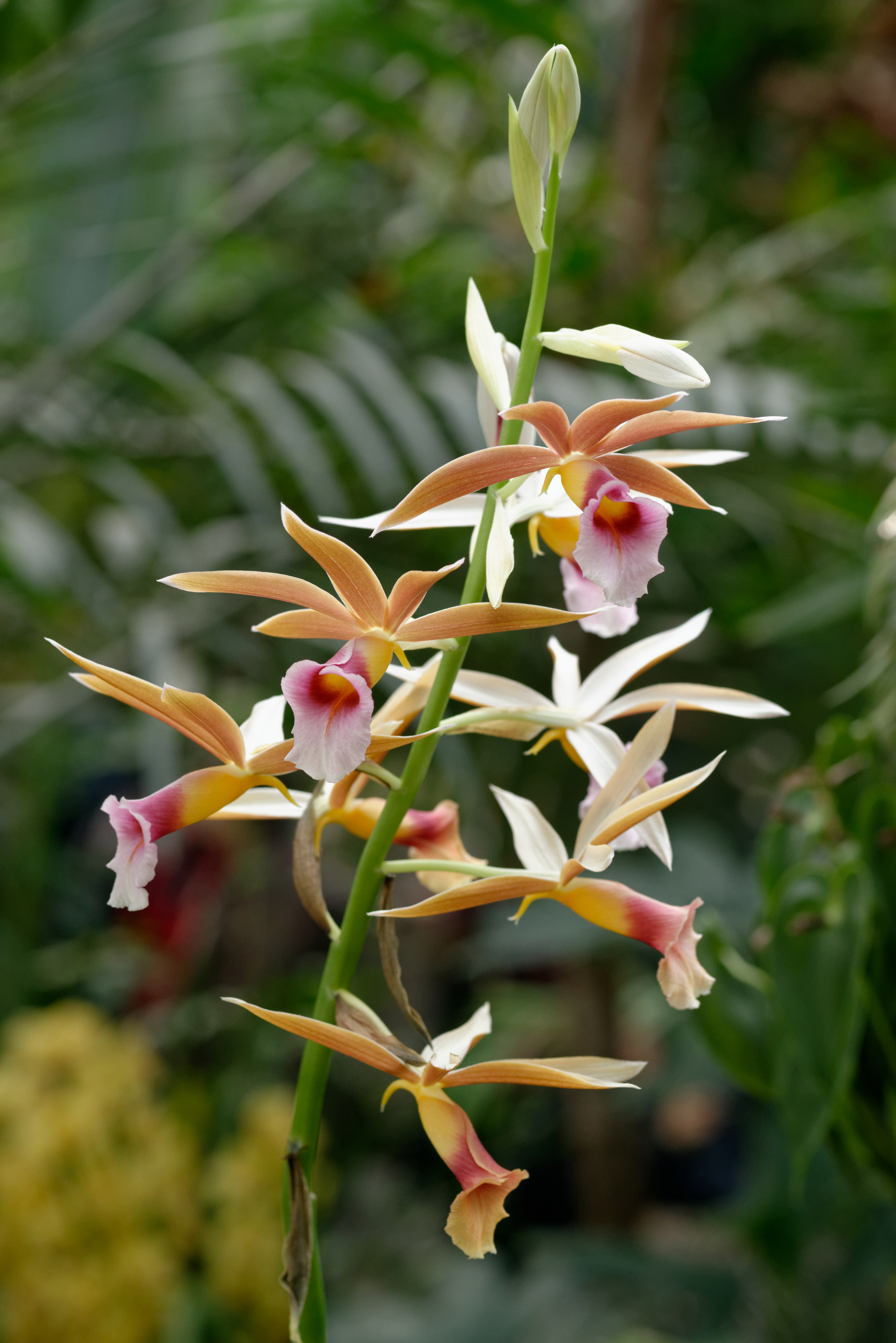
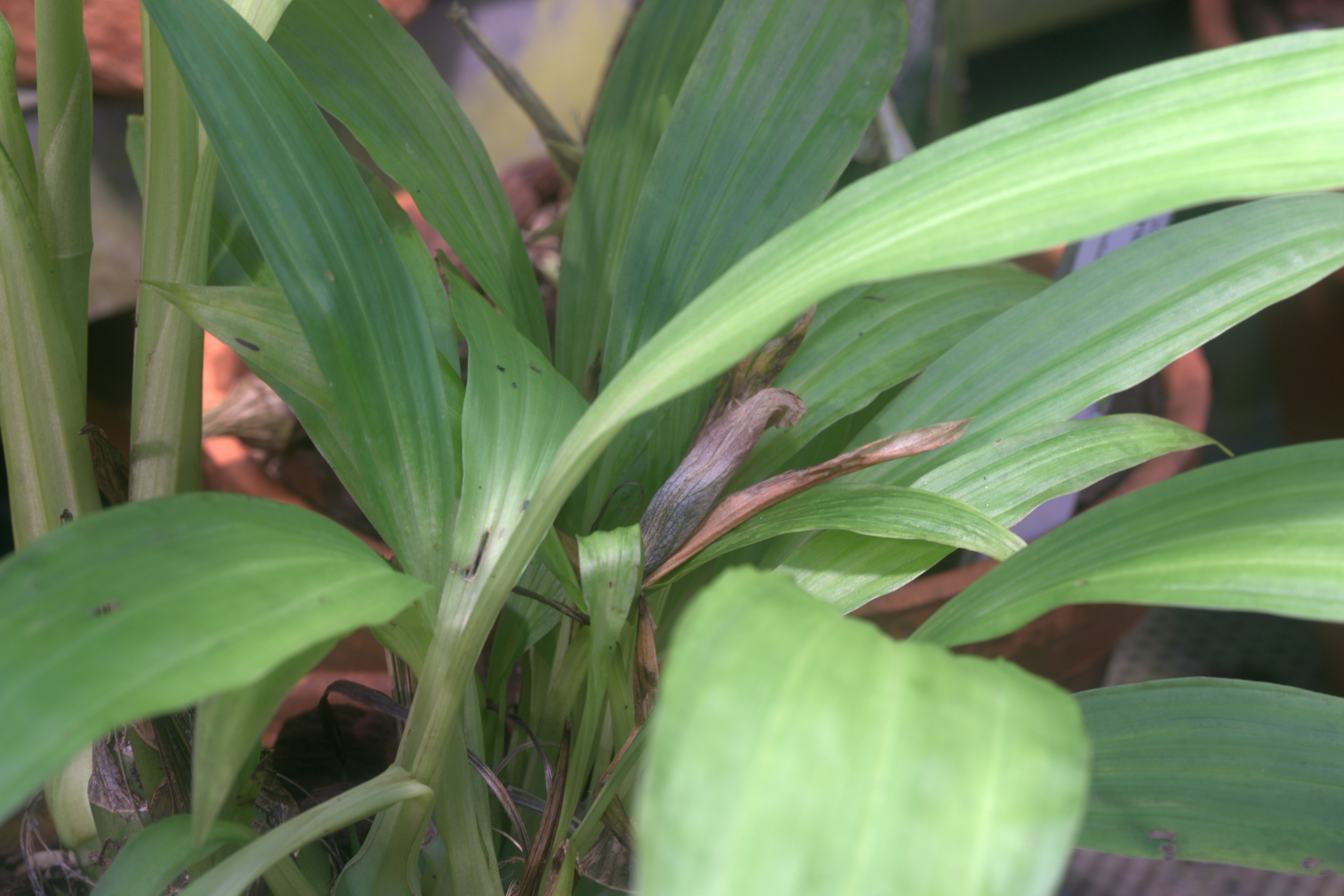
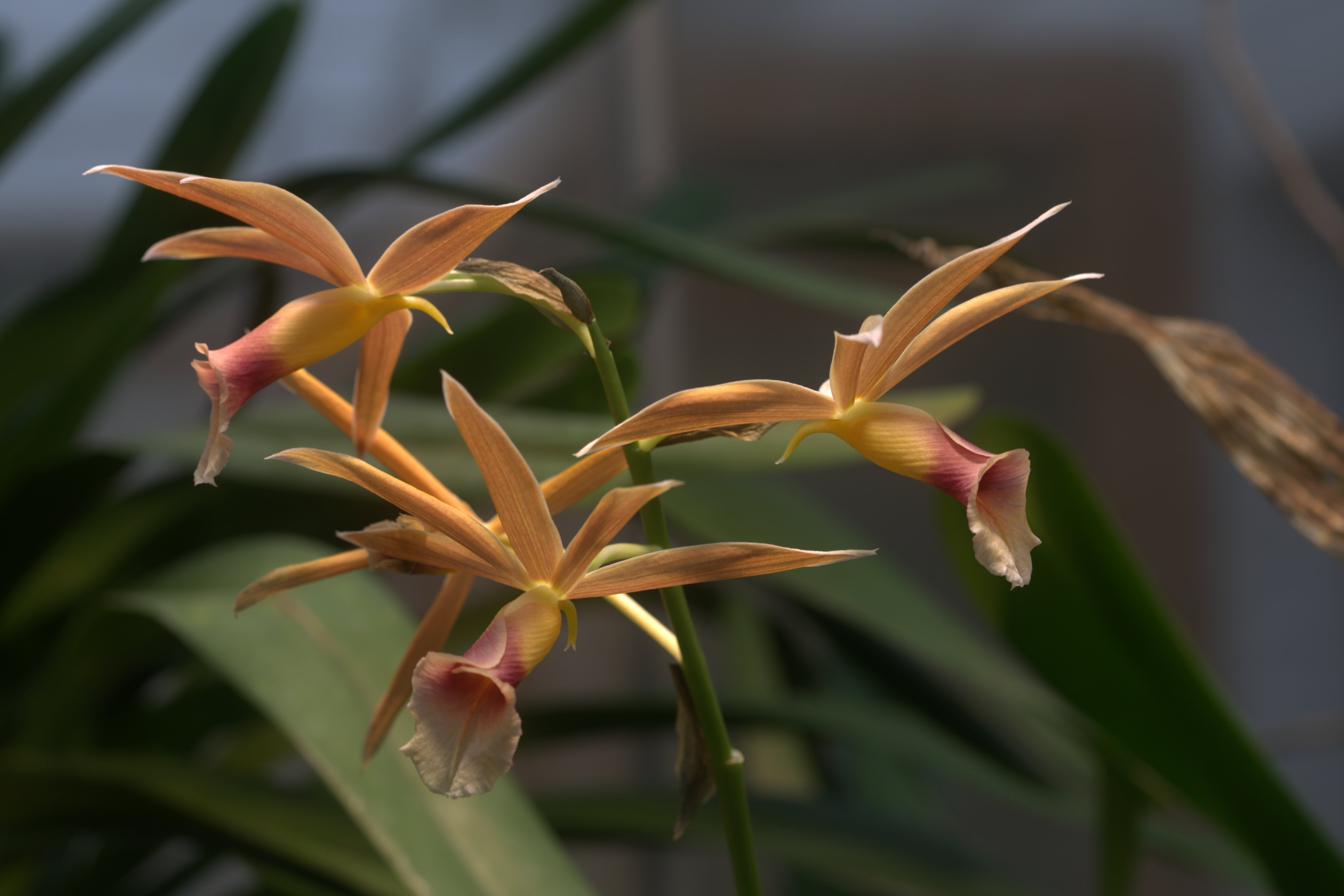
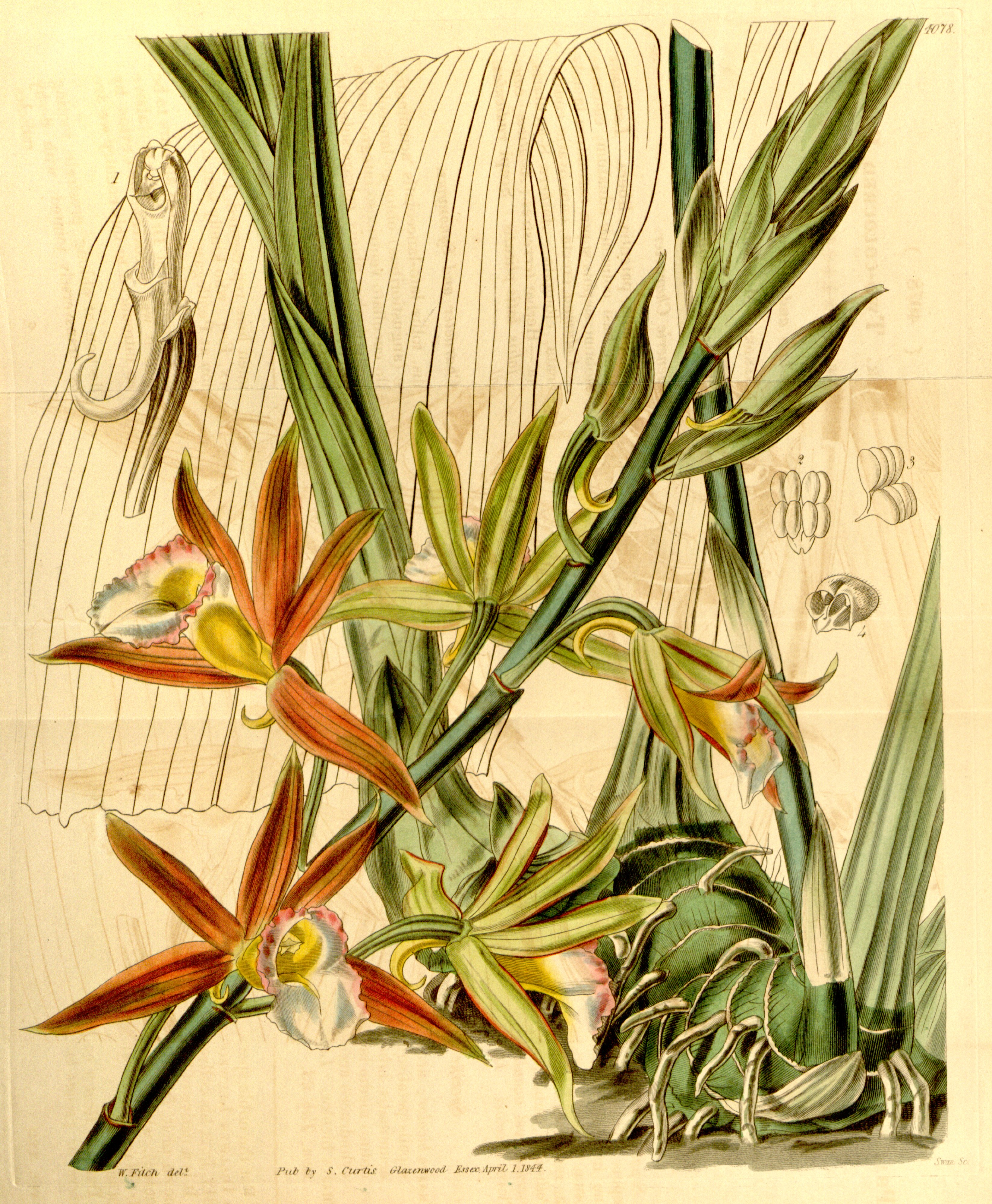